# کوواچی
کوواچی (به لاتین: Kovači) یک منطقهٔ مسکونی در مونته‌نگرو است که در شهرداری کوتور واقع شده‌است. کوواچی ۱۰۸ نفر جمعیت دارد.